# 賴霍羅德卡 (夏斯佳區)
48°49′11″N 39°2′58″E / 48.81972°N 39.04944°E
賴霍羅德卡（羅馬化：Raihorodka）是位於烏克蘭東部的村莊，由盧甘斯克州夏斯佳區的新艾達爾市鎮負責管轄。該村始建於1815年，面積5.11平方公里，海拔高度45米，2022年人口1,000，人口密度每平方公里405.9人。